# مسجدالحرام
مسجدالحرام، مسجد اعظم و نخستین مسجد بزرگ‌ترین و مهم‌ترین مسجد جهان اسلام و قبله‌گاه مسلمانان است. مسجدالحرام در شهر مکه در کشور عربستان سعودی قرار دارد. بنابر آموزه‌های اسلام هر انسان و موجود زنده‌ای که وارد آن شود ایمن است و نباید به او آسیب رسانده شود.

## قدمت بنا
در صدر اسلام، مسجدالحرام بسیار کوچک بود. نخستین بار، عمر بن خطاب دستور داد خانه‌هایی بخرند و بر مساحت مسجد بیفزایند. تا آن زمان، به دور مسجد دیوار نبود و به دستور عمر، دور مسجد دیوار کشیدند. عثمان برای مسجد رواق ساخت و بدین‌گونه قسمت‌هایی از مسجد سر پوشیده شد. پس از آن ولید بن عبدالملک مسجد را به زیبایی بازسازی کرد و ناودان کعبه را با طلا ساخت. از آن زمان تاکنون بارها مسجدالحرام گسترش یافته‌است.

## نامگذاری

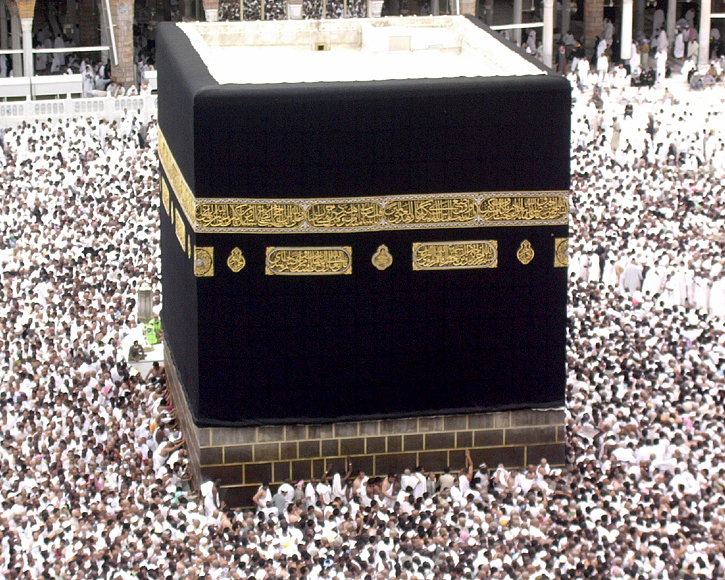
کعبه

به کعبه، «خانه خدا»، «بیت‌الله‌الحرام»، «بیت المعمور»، «بیت العتیق»، و «بیت‌الحرام» نیز می‌گویند. دلیل نام‌گذاری کعبه به بیت‌الحرام این است که خداوند ورود مشرکان را به این مکان مقدس حرام و ممنوع کرده‌است. بیت‌الله‌الحرام در شهر مکه قرار دارد و در تاریخ، مورد احترام همگان بوده‌است. بنابر آیاتی از قرآن کعبه نخستین و مقدس‌ترین بنا و اولین مسجدی است که بر روی زمین ساخته شده‌است.

## دوران ابراهیم
در احادیث آمده که در آغاز آفرینش سراسر زمین را آب فرا گرفته بود و نخستین خشکی که آفریده شد زمین زیر کعبه بود که خشکی‌های دیگر از آن گسترده شدند. بر اساس روایات اسلامی، کعبه را ابتدا آدم ساخت و سپس ابراهیم به کمک پسرش اسماعیل تعمیر و بازسازی کرد. کعبه در زمان محمد و پیش از بعثت، به دست قریش و با همکاری محمد، بر اساس بنای اولیه ابراهیم دوباره بازسازی شد.

## دوران عبدالمطلب
خداوند کعبه و اطراف آن را «حرم» قرار داده‌است. یعنی مقدس شمرده و ارتکاب گناه و قتل و شکار و تجاوز به جان و مال مردم و جنگ و دزدی و راهزنی و… را در آن جایز ندانسته‌است. وقتی مجرمی به آنجا پناه ببرد کسی حق مؤاخذه او را ندارد. واقعه مهمی که در دوران عبدالمطلب، سرپرست و تولیت کعبه، رخ داد؛ نجات معجزه‌آسای آن از ویرانی به دست سپاه ابرهه و اصحاب فیل بود. همزمان با ظهور اسلام، صدها بت فلزی و چوبی و سفالی در شکل‌های گوناگون در داخل و بیرون و بر روی دیوارها و سقف کعبه بود. اما در روز فتح مکه که در رمضان سال هشتم هجری رخ داد محمد وارد کعبه شد و همه بت‌ها را نابود کرد.

## مشخصات بنا
ساختمان کعبه به شکل مکعب مستطیل و دارای چهار ضلع است که هر ضلع آن را رُکن می‌نامند. به مجموع چهار ضلع ارکان کعبه می‌گویند که سه رکن آن، رکن یمانی، رکن شامی، و رکن عراقی نام دارند. ساختمان کعبه ۱۴/۸۵ متر ارتفاع، ۱۱/۵۸ طول، و ۱۰/۲۲ متر عرض دارد. بنای کعبه از سنگ‌های سیاه و سختی ساخته شده‌است که پرده سیاهی بر روی آن قرار دارد. می‌گویند نخستین بار اسماعیل پرده‌ای بر کعبه کشید و بعدها قریش نیز چنین کردند و پرده‌داری، منصبی ویژه برای آنان محسوب می‌شد. اکنون نیز آن پرده به صورتی خاص بافته و بر روی کعبه نهاده می‌شود.
این بنا بخش‌های دیگری همچون حجرالاسود، ملتزم، مستجار، حطیم و حجر اسماعیل دارد و در نزدیکی آن نیز مقام ابراهیم و چاه زمزم واقع است.

## گسترش در دهه ۱۹۸۰
در دهه ۱۹۸۰ ملک فهد، پادشاه درگذشته عربستان سعودی مسئولیت نظارت بر گسترش مسجدالحرام در مکه و مسجدالنبی در مدینه را به محمد کمال اسماعیل داد.

## تولیت
گفتنی است تولیت و مناصب کعبه هنوز باقی است.
هم‌اکنون عبدالرحمن السدیس، امام جمعهٔ مسجدالحرام است.